# Hradní stráž
Der Hradní stráž (deutsch Burgwache) ist eine besondere Brigade der Streitkräfte der Tschechischen Republik. Sie untersteht dem Chef des Militärischen Büros des Präsidenten der Tschechischen Republik. Derzeitiger Kommandeur ist Oberst Jaroslav Ackermann.

## Geschichte

### Erste Republik
Die Burgwache wurde am 7. Dezember 1918 von ersten Präsidenten der Tschechoslowakei Tomáš Garrigue Masaryk zur Sicherung seines Amtssitzes auf der Prager Burg eingerichtet. Mit der 1919 erfolgten Errichtung der Kanzlei des Präsidenten, wurde die Militärische Abteilung zu deren integralem Bestandteil. Ein Mitglied dieser Abteilung war der Burgkommandant als Befehlshaber der Burgwache. Die Burgwache bildete einen besonderen Bestandteil der Tschecho-Slowakischen Armee unter dem Oberbefehl des Präsidenten. Die Kaserne der Burgwache befand sich am St. Georg-Platz(Jiřské náměstí). auf dem Hradschin. Bis 1920 wurde die Burgwache aus den Reihen des Sokol-Verbandes Hradčany gestellt, danach wurde sie mit zurückkehrten Legionären besetzt. Im Jahre 1921 verlegte Präsident Masaryk seinen Hauptsitz auf das Schloss Lány und machte das Schloss Topoľčianky zum weiteren Nebensitz, der von ihm zur Erholung und bei Reisen in den slowakischen Landesteil genutzt wurde. Beide Objekte wurde ebenfalls unter den Schutz der Burgwache gestellt. Mit der Unterzeichnung des Dokumentes über die Organisation und Funktion der Burgwache durch Präsident Masaryk im Jahre 1922 wurde die Gründungsphase abgeschlossen. Die Burgwache bestand zu dieser Zeit aus 195 Offizieren und Unteroffizieren. Im selben Jahre erarbeitete der Protokollchef des Präsidenten, Jiří Guth-Jarkovský, ein neues Zeremoniell für die Burgwache, das im Wesentlichen bis heute beibehalten ist. Zugleich wurde die fortlaufende Ergänzung der Burgwache aus den Reihen der Tschechoslowakischen Armee festgeschrieben.
Wegen der Uniformierung der Burgwache konnte zwischen der Militärischen Abteilung der Kanzlei des Präsidenten und dem Ministerium für Nationale Verteidigung lange Zeit kein Konsens gefunden werden. Im Jahre 1929 gab der Minister für Nationale Verteidigung schließlich seine Zustimmung für das Tragen der historischen Legionärsuniform durch die Burgwache. Anlässlich der Feierlichkeiten zum elften Jahrestag der Staatsgründung zeigte sich die Burgwache am 28. Oktober 1929 erstmals in der Legionärsuniform.

### Protektorat Böhmen und Mähren
Nach der deutschen Besetzung des Landes am 15. März 1939 versah die Burgwache noch bis zum 29. Juni 1939 ihren Dienst auf der Prager Burg und wurde danach aufgelöst.
Ab dem 1. Juli 1939 wurden die Aufgaben der Burgwache durch das I. Bataillon der Regierungstruppe des Protektorats Böhmen und Mähren wahrgenommen. Diese beschränkten sich zunächst nur auf die Bewachung des Schlosses Lány, in dem das erkrankte Oberhaupt des Protektorates Böhmen und Mähren, Emil Hácha lebte. Im November 1939 übernahm das I. Bataillon auch Wachaufgaben in einem kleinen Teil des überwiegend durch deutsche Truppen bewachten Prager Burgareals. Während des Prager Aufstandes im Mai 1945 beteiligte sich das I. Bataillon auf Seite des Tschechischen Widerstandes an den Kämpfen. Die Wehrmacht schottete die Prager Burg ab und exekutierte im unteren Hirschgraben tschechische Patrioten.

### Zeit nach dem Zweiten Weltkrieg und während der kommunistischen Herrschaft
Am 12. Mai 1945 wurde der Regierungstruppe auf Befehl des Verteidigungsministers Ludvík Svoboda der Auftrag zur Bewachung der Prager Burg entzogen. Präsident Edvard Beneš übertrug die Wachaufgaben kurzzeitig Mitgliedern seines Personenschutzes aus dem britischen Exil. Wenig später wurde die Burgwache nach dem Modell der Vorkriegszeit wieder gegründet, jedoch ergaben sich durch die Errichtung der Staatssicherheit einige Neuregelungen der Kompetenzen. Zum Kommandeur wurde Oberstleutnant Novák ernannt, der zuvor in London für den Schutz von Edvard Beneš verantwortlich gewesen war. Die Angehörigen der Burgwache kamen u. a. aus den Reihen des Exilwiderstandes und des ehemaligen I. Bataillons der Regierungstruppe. Im Juli 1945 erfolgte die feierliche Übergabe des Banners, das über die Zeit der Besatzung in einem Versteck bewahrt worden war. Nach  und der Machtübernahme durch die Kommunisten und anschließenden Rücktritt des Präsidenten Beneš beschnitt der nachfolgende Präsident Klement Gottwald ab Juni 1948 sukzessive das alleinige Recht der Burgwache zum Schutz des Präsidenten, so dass der Burgwache schließlich nur noch die äußere Bewachung und die repräsentativen Aufgaben verblieben, wodurch sie ihre Bedeutung verlor. Die Aufgaben der inneren Sicherheit der Prager Burg wurden der Abteilung Hrad der Staatssicherheit übertragen, der die Burgwache unterstellt wurde. Einher ging auch eine schrittweise Auswechslung der Soldaten; wegen des Mangels an neuen Berufssoldaten kamen dabei Wehrpflichtige zum Einsatz.
Die Staatssicherheit unterstand dem tschechischen Innenministerium und war für den Schutz von Parteifunktionären und hochrangigen Amtsträgern verantwortlich.
Am 15. Dezember 1952 wurde die Burgwache gänzlich aus der Armee herausgelöst und als 14. Besonderes Bataillon dem Innenministerium zugewiesen und der 1. Motomechanisierten Brigade der Inneren Wache unterstellt. In den 1950er und 1960er Jahren wurden dem Bataillon auch der Objektschutz des Ministeriums für Nationale Sicherheit, der Sitze des Ministerpräsidenten und der Staatlichen Plankommission sowie weiterer öffentlicher Gebäude übertragen. Im Jahre 1960 erfolgte die Verlegung des Bataillons aus der Kaserne am St. Georg-Platz in das Martinic-Palais an der Loretogasse (Loretánská ulice). 1962 wurde die Burgwache wieder aus dem 1. Motomechanisierten Brigade der Inneren Wache ausgegliedert und als 7. Besonderes Bataillon direkt der Kommandantur der Inneren Wache unterstellt. Neuer Bataillonskommandeur wurde zum 1. Jänner 1963 Major Karel Svoboda, der dieses Amt bis 1987 innehatte. Nach der 1964 erfolgten Zusammenlegung der Kommandanturen der Inneren Wache und der Grenzwache wurde das 7. Besondere Bataillon dem 2. Regiment der Inneren Wache in Vršovice unterstellt. Zu dieser Zeit wurde die Burgwache durch die VIII. Verwaltung des Korps der nationalen Sicherheit (SNB) zu Sicherheitsaktionen bei öffentlichen Veranstaltungen herangezogen. Ab 1966 unterstand das 7. Besondere Bataillon direkt dem Stab für Zivilschutz im Innenministerium. Am 1. März 1970 wurde auf Befehl des Innenministers aus dem 7. Besonderen Bataillon der Hradní stráž ČSSR gegründet und der V. Verwaltung des Korps der nationalen Sicherheit (SNB) unterstellt. Ein Statut regelte detailliert die Aufgaben des Hradní stráž ČSSR. Im selben Jahr entstand im früheren Kurhaus von Dobrá Voda eine Kaserne für die Grundausbildung der zur Burgwache einberufenen Wehrdienstpflichtigen. In der Folgezeit gab die Burgwache den Objektschutz für diverse öffentliche Gebäude an die V. Verwaltung des Korps der nationalen Sicherheit bzw. das Sicherungsregiment des Innenministeriums ab, sodass zwischen 1973 und 1975 die Prager Burg das einzige Objekt besonderer Bedeutung war, dessen Schutz der Burgwache oblag. Zusammen mit der Kanzlei des Präsidenten und der V. Verwaltung des Korps der nationalen Sicherheit war die Burgwache in den Jahren 1968 und 1975 für die öffentliche Präsentation der Böhmischen Kroninsignien verantwortlich.
Auf der Grundlage des Befehls č. 019/76 des Innenministers wurde die Burgwache 1976 Teil der neugebildeten Truppen des Innenministeriums. Ab 1978 wurde die Burgwache zudem bei der Durchführung von Sicherheitsaufgaben der V. Verwaltung des Korps der nationalen Sicherheit unterstellt. Organisatorisch wurde die Burgwache danach in zwei Wachen geteilt. Die Wache Hrad führte die repräsentative Bewachung der Prager Burg durch. Für den Schutz der Residenz des Präsidenten war in Zusammenarbeit mit der V. Verwaltung des Korps der nationalen Sicherheit die Wache Belvedér zuständig. Im Jahre 1981 wurde das Wachbataillon Dříň bei Kladno der Burgwache unterstellt, der damit auch wieder der Schutz des Schlosses Lány oblag.

### Nach der Samtenen Revolution
Nach der Samtenen Revolution besuchte Präsident Václav Havel am 8. Jänner 1990 die Kaserne der Burgwache in der Loretánská ulice. Durch das von der Bundesversammlung (Federální shromáždění) beschlossene Gesetz č. 20/1990 über die Verwaltung zum Schutz des Präsidenten und über die Burgwache wurde diese aus der Zuständigkeit des Innenministeriums in das Ressort des Ministeriums für Nationale Verteidigung in der Tschechischen und Slowakischen Föderativen Republik überwiesen und direkt dem Militärischen Büro des Präsidenten unterstellt. Nachfolgend begann der schrittweise Ausbau neuer Organisationsstrukturen mit sechs Wach- und Sicherungseinheiten an den drei Standorten Prag, Lány und Dobrá Voda. Neu geschaffen wurden auch das Fanfarenorchester der Burgwache und eine Motorradstaffel. Auch die Bewachung der Prager Burg wurde verändert. Neben der ursprünglichen Wache Hrad mit dem Wachlokal im IV. Innenhof wurde die Wache Zahrady mit einem Wachlokal im Stallhof geschaffen, das dem Schutz der Gartenresidenz des Präsidenten im Königlichen Garten dient. Mit der Öffnung des südlichen Teils der Gärten der Prager Burg und des Königlichen Garten für die Öffentlichkeit wurde der Burgwache der Wachdienst in den Gärten übertragen. Am 15. März 1990 erhielt die Burgwache eine neue, nach einem Entwurf des Künstlers Theodor Pištěk geschaffene Uniform. Zugleich wurde eine neue zeremonielle Wachablösung mit musikalischer Begleitung im I. Innenhof der Prager Burg eingeführt. Im Jahre 1992 nahm die Burgwache die ursprüngliche Tradition der Beleuchtung des Weihnachtsbaumes auf dem St. Georg-Platz mit anschließendem Nikolausfest für die Kinder wieder auf, dessen Erlöse SOS-Kinderdörfern zugutekommen. Die slowakischen Angehörigen der Burgwache wurden am 16. November 1992 nach Bratislava abgezogen, wo sie in Vorbereitung der Landesteilung als Basis für die Bildung einer Garde für den Präsidenten der Slowakei in der Slowakei dienten.
1997 wurde die Burgwache in zwei Bataillone aufgegliedert. Mit dem Gesetz č. 219/1999 Sb, in dem als Teile der Streitkräfte neben der Armee und dem Militärischen Büro des Präsidenten auch die Burgwache aufgeführt wurde, erfolgte eine Stärkung der Position Burgwache innerhalb der Streitkräfte. Während des Moldauhochwassers von 2002 wurde auf Befehl des Präsidenten aus der Burgwache vom 19. August bis 15. September 2002 eine separate Einheit zur Sicherung des öffentlichen Ordnung in den Evakuierungsunterkünften in den Strahover Wohnheimen sowie der Beseitigung der Schäden in Lysolaje und dem Zentralen Militärarchiv ausgegliedert. Die Kaserne in Dobrá Voda wurde 2003 aufgelöst.
Seit 2005 ist die Ableistung des militärischen Grundwehrdienstes bei der Hradní stráž nicht mehr möglich; alle Angehörigen sind Berufssoldaten. Auch Frauen können seitdem in den Reihen der Burgwache dienen.
Jeden Tag um 12 Uhr präsentiert sich die Burgwache mit einem imposanten Wachwechsel im Ehrenhof der Prager Burg. Daneben gibt es stündlich kleine Wachwechsel.

#### Standarten 1993
Am 20. Februar 1993 erfolgte die feierliche Verleihung einer neuen Standarte für Hradní stráž durch Präsident Havel. Wie in der Präsidentenstandarte wurde im Abzeichen der Burgwache das slowakische Wappen durch das Provinzwappen Schlesiens ersetzt.

Standarte mit Wappen Böhmens, Mährens und Schlesiens unter dem Motto: Pravda vítězí
Standarte mit Signatur Havels
Standarte des Präsidenten

## Auftrag
Der Hauptauftrag der Burgwache besteht in der äußeren Bewachung des Geländes der Prager Burg sowie deren Verteidigung. Des Weiteren obliegt der Burgwache die Bewachung und im Ernstfall Verteidigung des zeitweiligen Sitzes des Präsidenten und seiner Gäste, insbesondere auch der Sommerresidenz Schloss Lány.
Außerdem ist die Burgwache für die Organisation und Erweisung militärischer Ehren bei offiziellen Staatsbesuchen und Empfängen des Präsidenten für Leiter diplomatischer Missionen zuständig.
Sie stellt die militärische Ehrengarde bei offiziellen Staatsbesuchen und diplomatischen Empfängen und nimmt weitere protokollarische und repräsentative Funktionen wahr.
Für Übertragung anderer Aufgaben ist die Zustimmung des Präsidenten erforderlich.

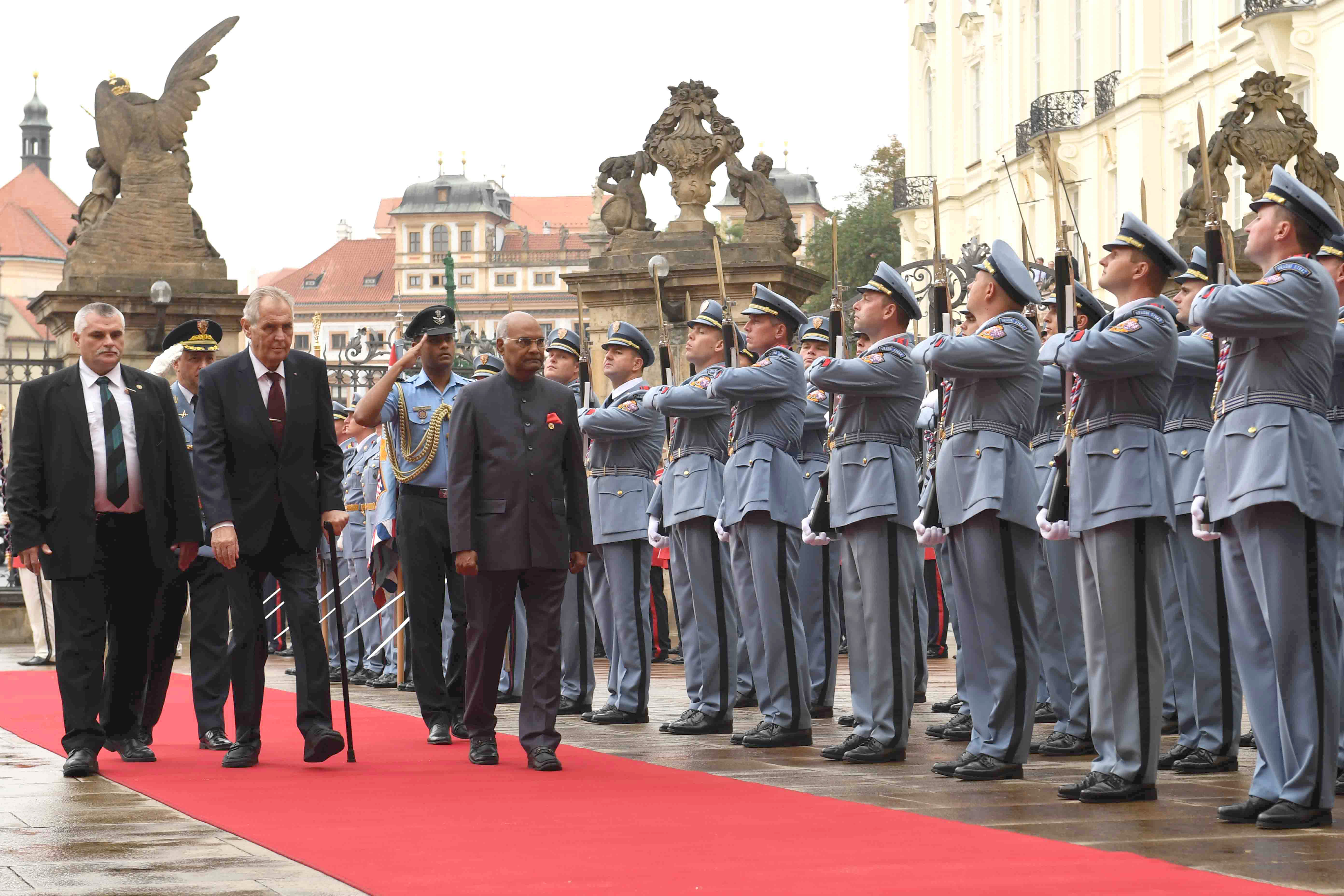
Ehrengarde für Shri Ram Nath Kovind
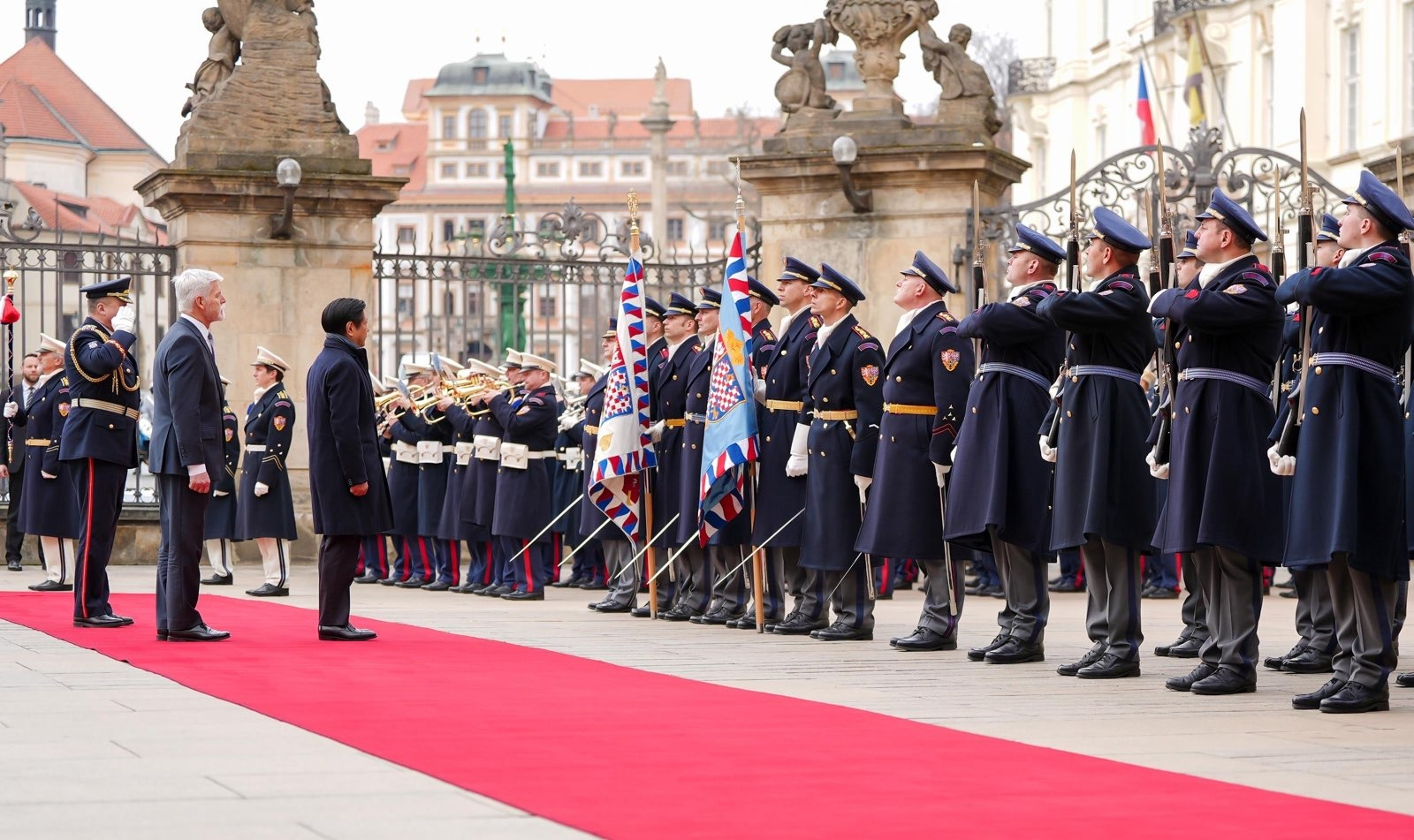
Ehrenempfang für philippinische Gesandte

Unterstützung erhielt die Burgwache In Prag seit 2001 von der Dienststelle (Útvar) der tschechischen Polizei zum Schutz des Präsidenten der Tschechischen Republik (Útvar pro ochranu prezidenta České republiky – UOP), die umgangssprachlich als „Burgpolizei“  (Hradni policie) bezeichnet wird. Der Schutz des Staatspräsidenten und der Schutz der verfassungsmäßigen Organe geriet damit wieder zum Teil in den Zuständigkeitsbereich des tschechischen Innenministeriums. 2002 wurden für den Schutz des Präsidenten und von bestimmten „Verfassungsbeamten“ jeweils eigene Spezialabteilungen geschaffen.

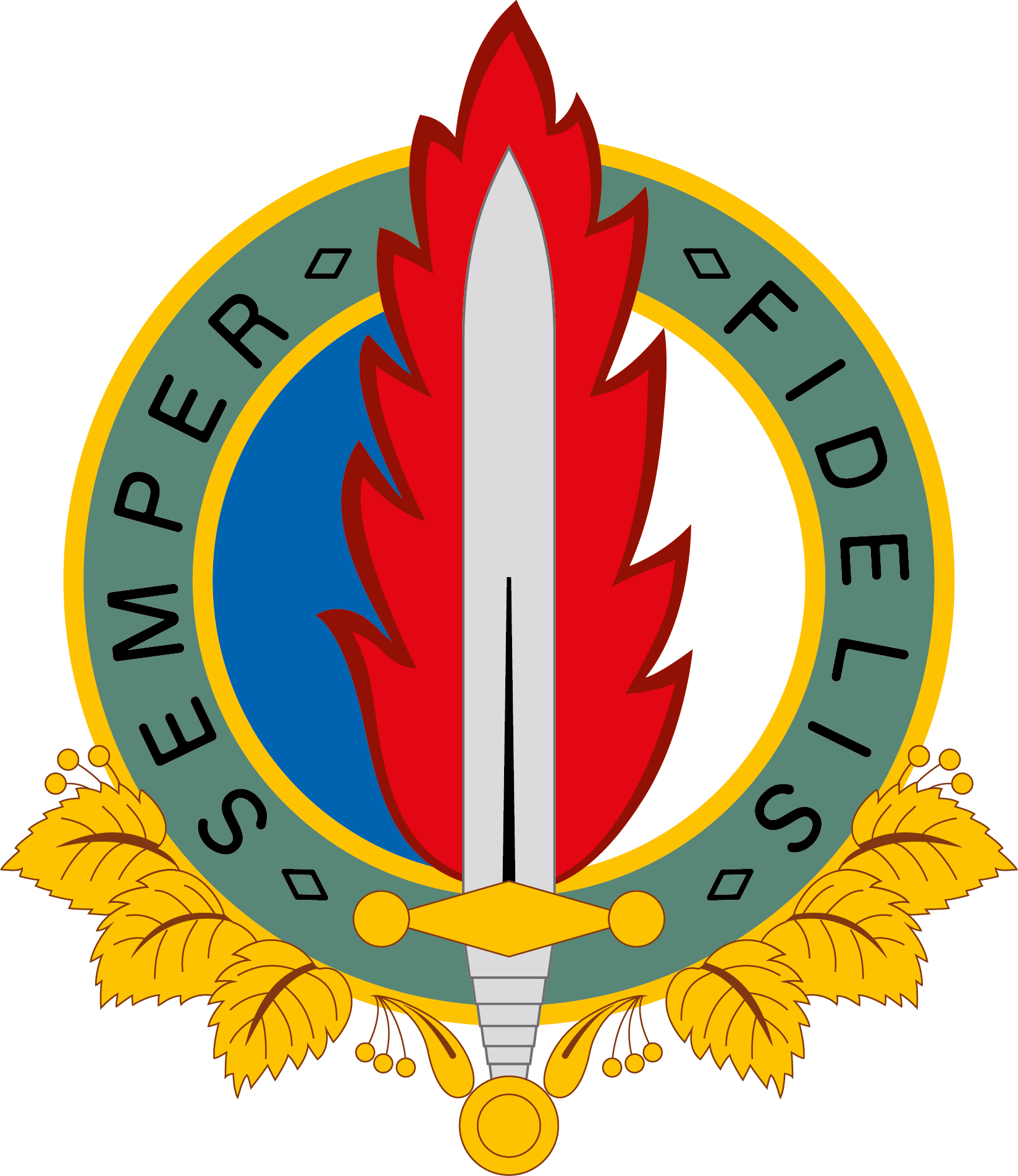
Útvar pro ochranu prezidenta České republiky

## Organisation
Die Burgwache hat eine Mannstärke von 653 Personen, davon sind 81 Offiziere, 75 Fähnriche, 377 Unteroffiziere, 77 Mannschaftsangehörige und 43 Zivilbeschäftigte.
Sie gliedert sich in
- die Kommandantur (Stab der Burgwache, Personalstab, Logistik)
- das I. Bataillon (Kommandantur, drei Wachkompanien)
- das II. Bataillon (Kommandantur, drei Wachkompanien)
- die Musik-Abteilung der Burgwache
- und eine Sicherungskompanie (Motorradzug, Hundeführerzug, Transportzug, Depotzug)

Kaserniert ist die Burgwache im ehemaligen Martinic-Palais in der Loretánská ulice (Loretogasse) in der Nähe des Hradschiner Platzes.

## Ausrüstung
Die Burgwache trägt bei Öffentlichkeitsauftritten und repräsentativen Zwecken eine spezielle Uniform, die 1990 von Theodor Pištěk entworfen wurde. Im üblichen Wachdienst wird die gewöhnliche Tarnuniform der Armee der Tschechischen Republik mit dem Emblem der Hradní stráž verwendet.
Die Bewaffnung besteht aus der Maschinenpistole vz. 61, ergänzt durch das Maschinengewehr vz. 59. Bei zeremoniellen Anlässen ist die Burgwache mit einer vernickelten Ausführung des Gewehres vz. 52/57 bewaffnet.

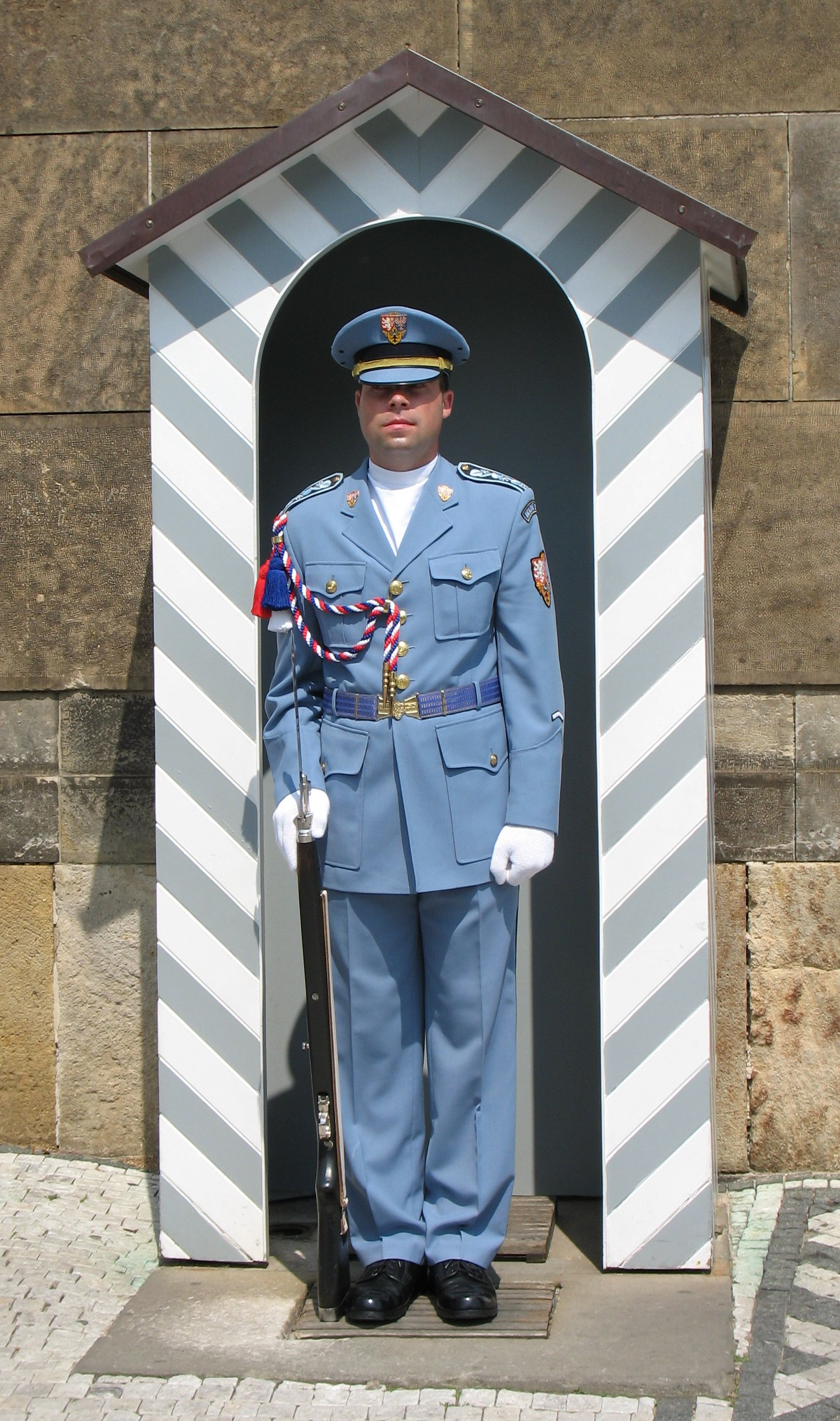
Sommeruniform
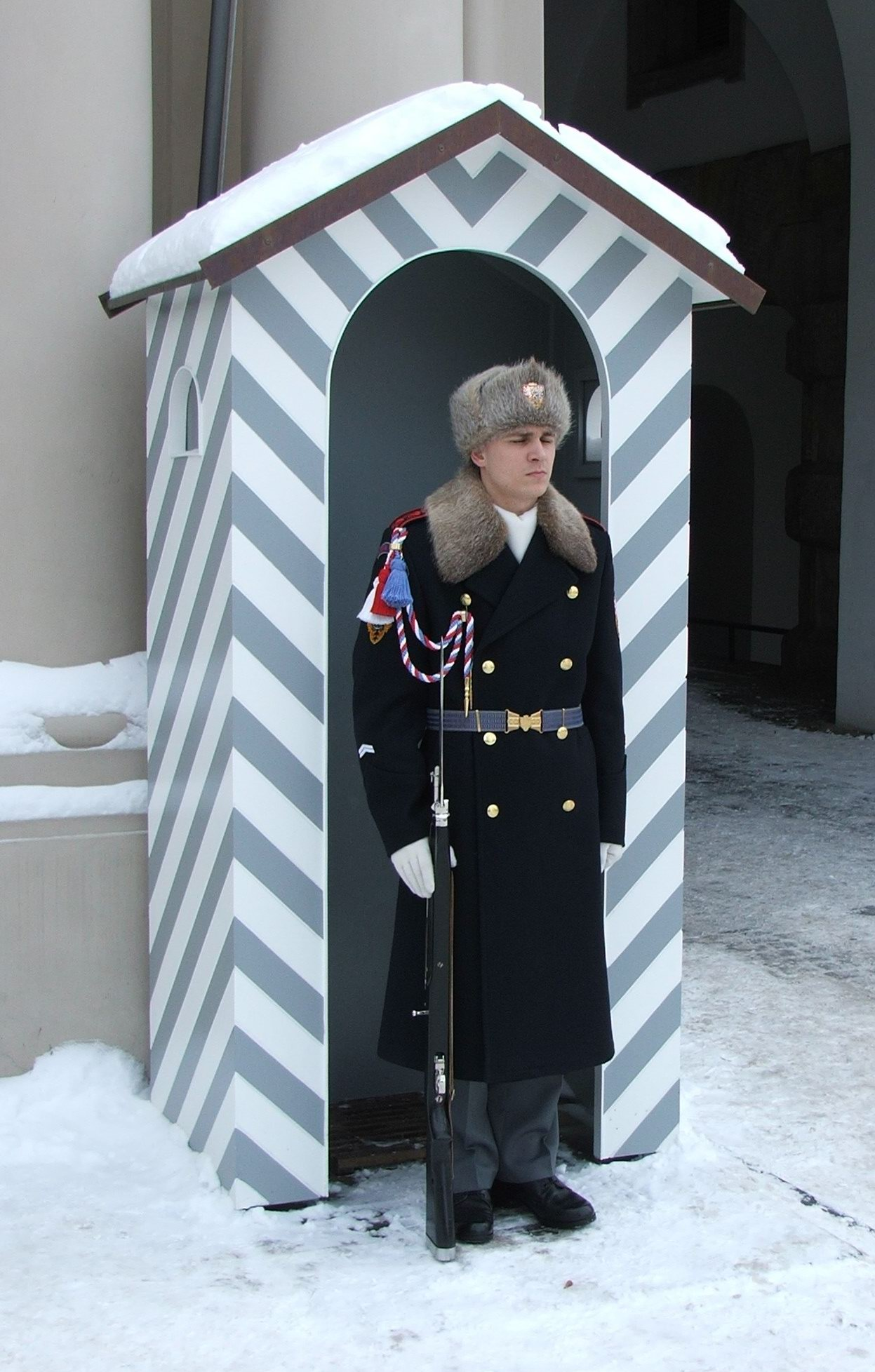
Winteruniform
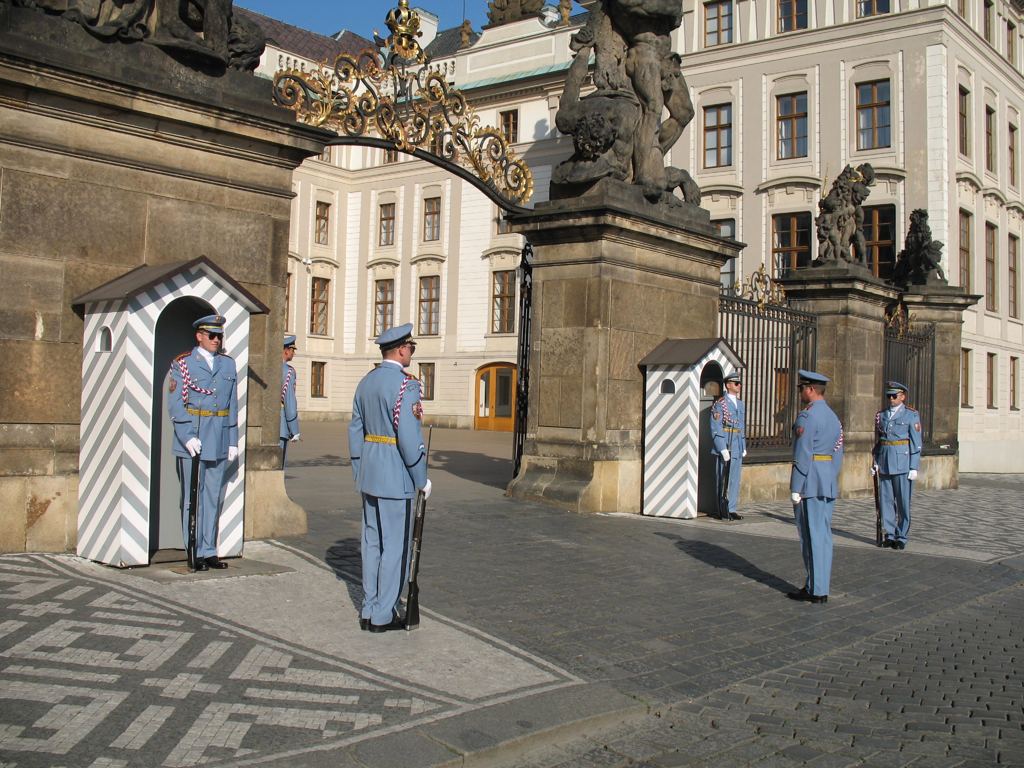
Wachablösung vor der Prager Burg
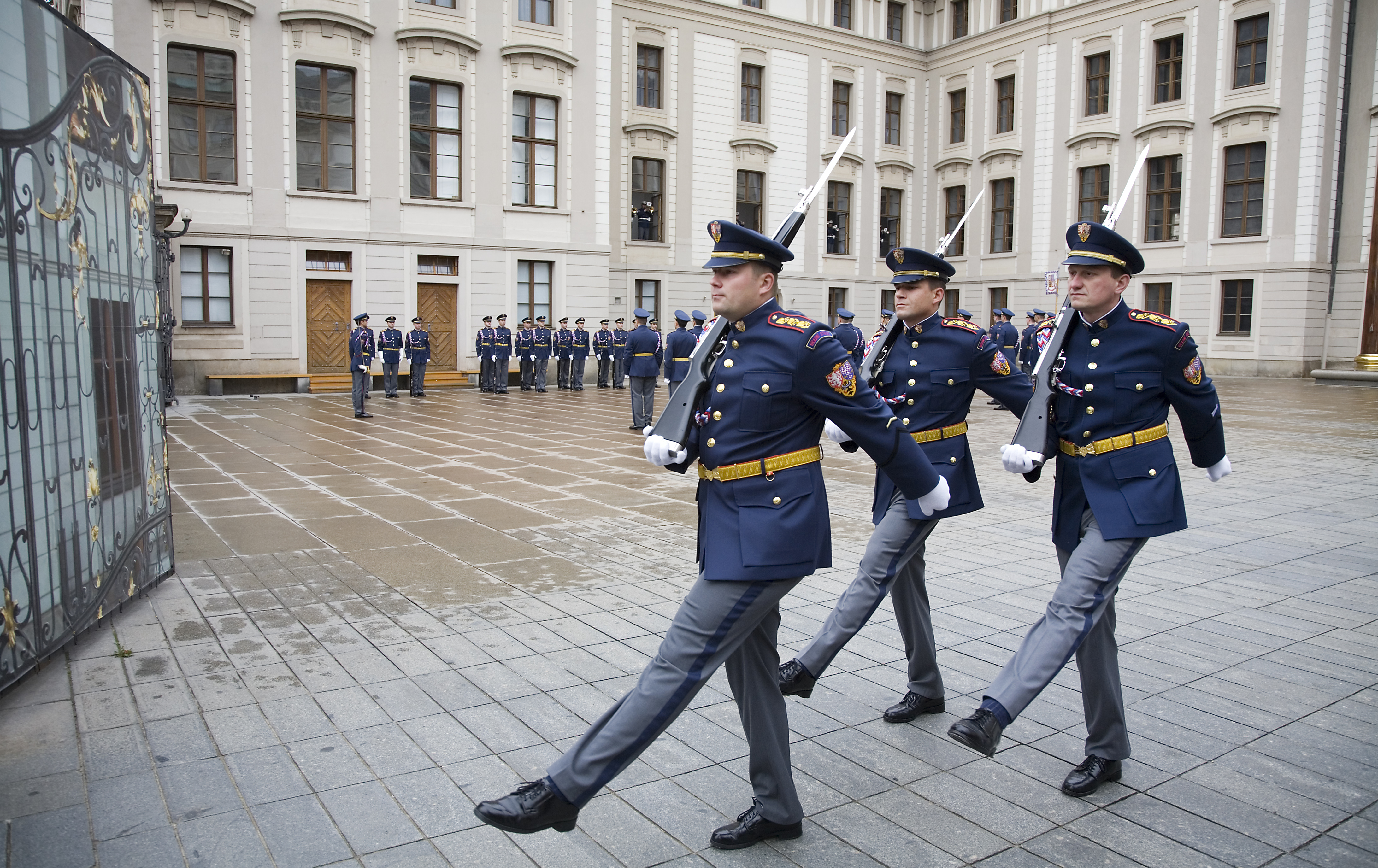
Wachablösung im Burghof
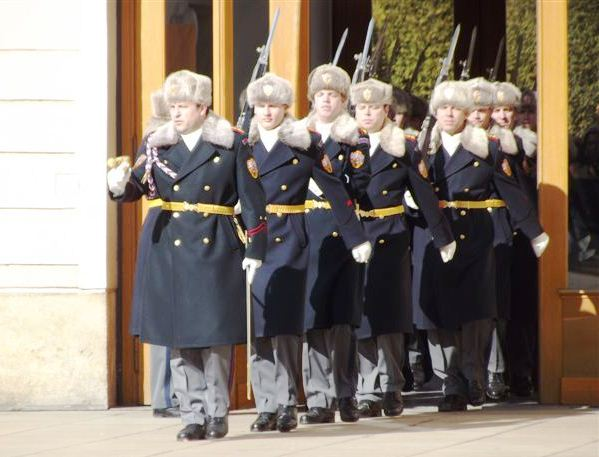
Wachaufzug in der Prager Burg in Winteruniform
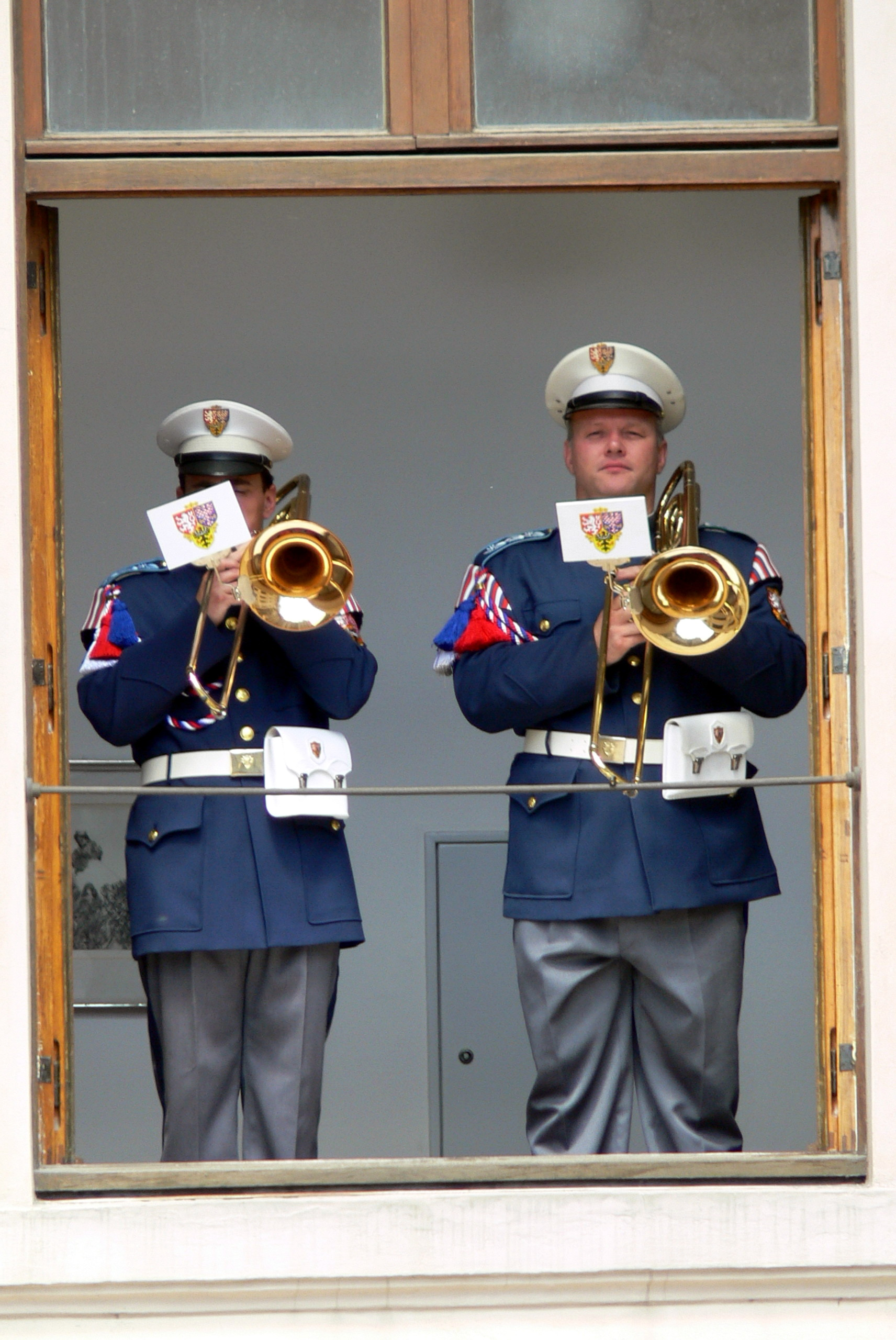
Musik der Burgwache bei der Wachablösung im Ersten Burghof
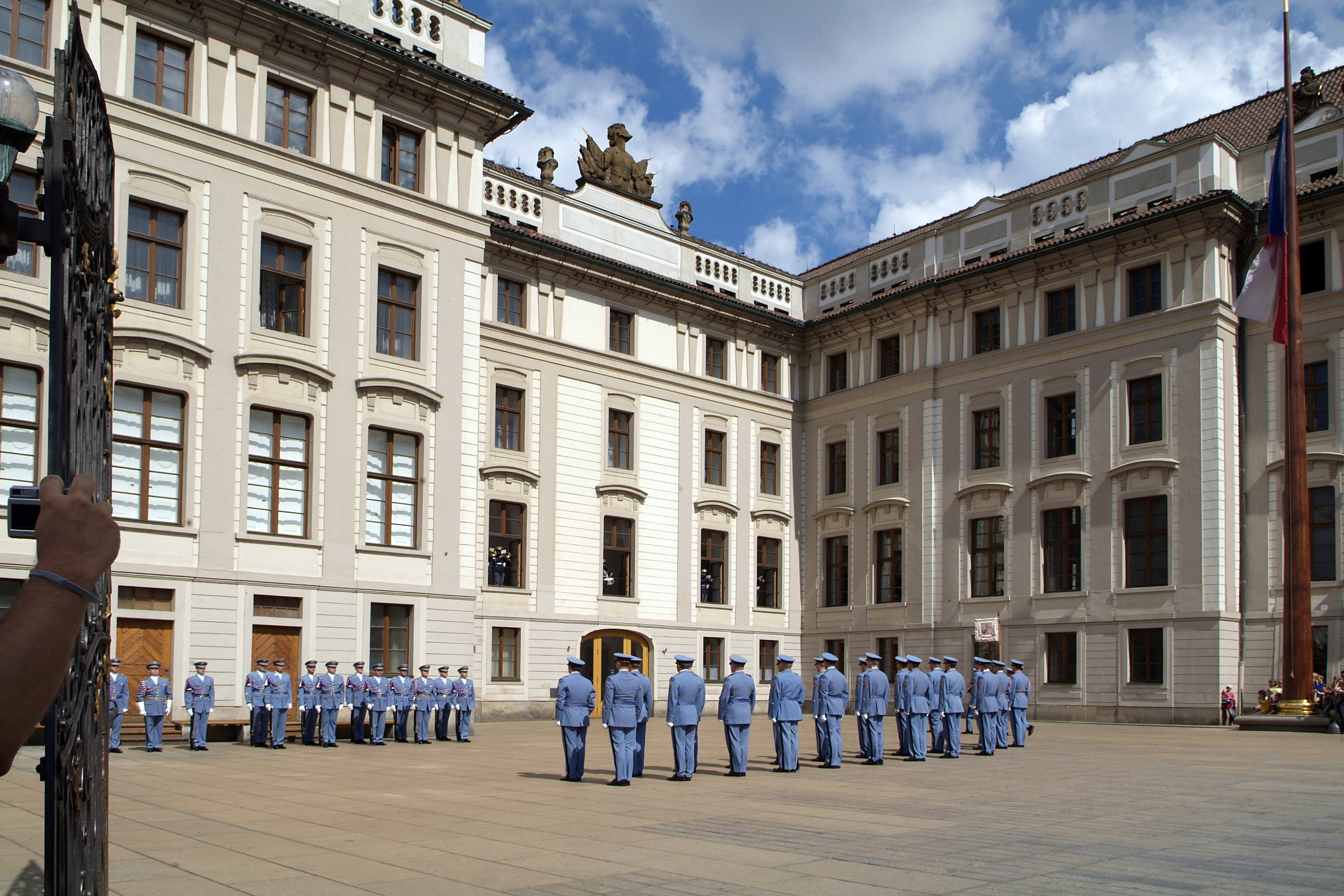
Wachwechsel